# Marcia von Rebay
Marcia Saskia Lavinia Rebay von Ehrenwiesen (* 20. April 1992) ist eine deutsche Synchronsprecherin. Bekannt ist sie vor allem seit 2010 als die deutsche Standardstimme von Zendaya.

## Sprechrollen

### Film
Sie sprach die deutsche Stimme von Bonnie Wright, der Darstellerin von Ginny Weasley in den Harry-Potter-Filmen. Sie synchronisierte sie bereits in Harry Potter und die Kammer des Schreckens. In Peter Pan synchronisierte sie Rachel Hurd-Wood, in The Missing war sie als Stimme von Evan Rachel Wood zu hören und in dem High-School-Musical-Film High School Musical 3 - Senior Year lieh sie der Rolle der zickigen Tiara Gold ihre Stimme. In dem Dokumentationsfilm Königreich Arktis war sie als Erzählerin zu hören, während im Original Queen Latifah durch das Geschehen führte.

### Weitere Filme
- 2002: Danielle Woodman (als Abby) in Santa Clause 2 – Eine noch schönere Bescherung
- 2002: Chantal Strand (als Tammy) in Air Bud 4 – Mit Baseball bellt sich’s besser
- 2003: Evan Rachel Wood (als Lilly Gilkeson) in The Missing
- 2003: Rachel Hurd-Wood (als Wendy Darling) in Peter Pan
- 2004: Bonnie Wright (als Ginny Weasley) in Harry Potter und der Gefangene von Askaban
- 2005: Dominique Jackson (als Fook) in Per Anhalter durch die Galaxis
- 2005: Bonnie Wright (als Ginny Weasley) in Harry Potter und der Feuerkelch
- 2007: Bonnie Wright (als Ginny Weasley) in Harry Potter und der Orden des Phönix
- 2007: Juno Temple (als Lola) in Abbitte
- 2007: Spencer Locke (als K-Mart) in Resident Evil: Extinction
- 2008: Jemma McKenzie-Brown (als Tiara Gold) in High School Musical 3: Senior Year
- 2008: Taylor Momsen (als Molly) in Underdog – Unbesiegt weil er fliegt
- 2009: Bonnie Wright (als Ginny Weasley) in Harry Potter und der Halbblutprinz
- 2010: Bonnie Wright (als Ginny Weasley) in Harry Potter und die Heiligtümer des Todes – Teil 1
- 2011: Bonnie Wright (als Ginny Weasley) in Harry Potter und die Heiligtümer des Todes – Teil 2
- 2013: Pauline Étienne (als Suzanne Simonin) in Die Nonne
- 2014: Zendaya (als Zoey Stevens) in Ferngesteuert
- 2017: Zendaya (als MJ) in Spider-Man: Homecoming
- 2019: Zendaya (als MJ) in Spider-Man: Far From Home
- 2021: Zendaya (als Chani) in Dune
- 2021: Zendaya (als MJ) in Spider-Man: No Way Home

### Serien
- 2006: Leah Cudmore als Amber in Runaway
- 2010–2015: Taylor Spreitler als Lennox in Melissa & Joey
- 2010–2013: Zendaya als Rocky in Shake It Up – Tanzen ist alles
- 2011–2019: Sophie Turner als Sansa Stark in Game of Thrones
- 2014–2016: Alycia Debnam-Carey als Lexa in The 100
- 2015: Sophie Lowe als Lena Winship in The Returned
- 2015–2018: Zendaya als K.C. in KC Undercover
- 2015: Zendaya als Rasheida in Black-ish
- 2015–2020: Olivia Taylor Dudley als Alice Quinn in The Magicians
- 2018: Minori Chihara als Erica Brown in Violet Evergarden
- 2018/2019: Mai Sakurajima in Rascal Does Not Dream of Bunnygirl Senpai
- 2019: Mai Sakurajima in Rascal Does Not Dream of a Dreaming Girl
- 2019: Zendaya als Fola Uzaki in The OA
- 2019–2021: Charlotte Ritchie als Alison in Dead Pixels
- 2019–2021: Maaya Sakamoto als Akito Soma in Fruits Basket
- seit 2019: Zendaya als Ruby „Rue“ Bennett in Euphoria
- 2020: Darneen Christian als Mehe in The Dead Lands (neuseeländische Serie)
- 2020–2022: Shannon Berry als Dot Campbell in The Wilds
- seit 2023: Arisa Shida als Onia in Pokémon Horizonte: Die Serie